# Pseudophacopteron latipennis
Pseudophacopteron latipennis är en insektsart som först beskrevs av Leonard D. Tuthill 1964.  Pseudophacopteron latipennis ingår i släktet Pseudophacopteron och familjen Phacopteronidae. Inga underarter finns listade i Catalogue of Life.